# ビッグ・ウエンズデー
『ビッグ・ウエンズデー』は、1986年10月8日から同年12月3日まで日本テレビ系列局で放送されていた日本テレビ製作の情報番組である。放送時間は毎週水曜 21:00 - 21:54 （日本標準時）。作家の北方謙三が司会を務めていた。

## 出演者
- 北方謙三[1]